# Eliška Krásnohorská

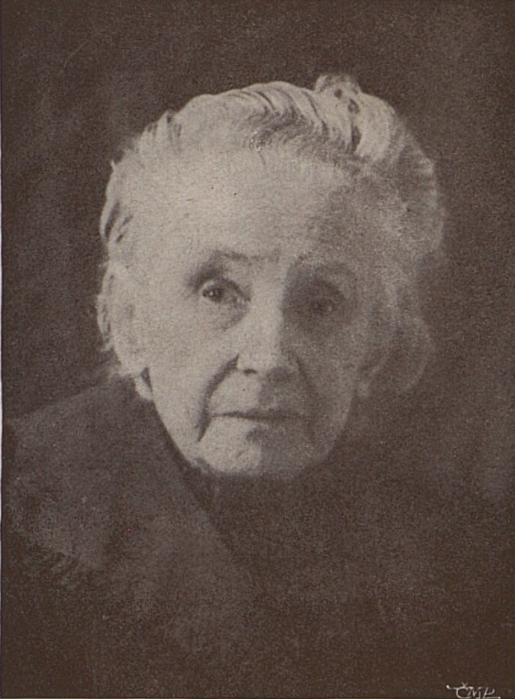
Jedna z posledních fotografií E. Krásnohorské (okolo r. 1926)

Eliška Krásnohorská, vlastním jménem Alžběta Dorota Pechová (18. listopadu 1847 Praha-Staré Město – 26. listopadu 1926 Praha-Nové Město), byla česká básnířka, libretistka, spisovatelka a překladatelka.

## Životopis
Narodila se v Praze v druhém manželství řemeslnického mistra Ondřeje Pecha (1804–1850) a Doroty Kateřiny Vodvářkové (1816–1892) jako sedmé dítě z osmi sourozenců. Z prvního manželství s Marií Svobodovou (1804–1834) měl její otec tři děti – pozdějšího lékaře Josefa (1826–1893), dále Karla (1829) a Marii (1832) v Praze v Husově ulici č.  9. Z druhého manželství pak pocházel hudební skladatel Jindřich (1837), malíř Adolf (1839–1902), Juliana Pallová (1843), Eliška a nejmladší Dorota (1850–1919), učitelka a malířka.
Ondřej Pech si usilovně přál získat šlechtický predikát a nechal se jakýmsi úředníkem guberniálního archívu podvodně přesvědčit, že pochází ze starobylého rytířského rodu Pechů z Krásné Horky z Pojizeří, což nebyla pravda. Když chtěla šestnáctiletá Alžběta uveřejnit poprvé své verše, nebylo to podle dobových mravů možné pod vlastním jménem. Na památku svého otce si proto zvolila pseudonym Eliška Krásnohorská. Jako Elišku, což je český ekvivalent jména Alžběta, ji oslovoval už ve škole pan učitel Svoboda, protože se tak jmenovala slavná česká královna. Používala však také další pseudonymy, například Běta Rozmarná nebo T. Svorská, ale všeobecně známá je jako Eliška Krásnohorská.
Eliščin otec zemřel pouhé tří roky po jejím narození, ještě předtím, než přišla na svět poslední dcera Dorota, v rodině nazývaná Bohdankou. Matka Elišky Dorota pocházela z rodiny panského kováře z Blatné a do Prahy přišla jako devatenáctiletá sloužit, aby ulehčila své rodině s mnoha mladšími sourozenci. Pracovala jako panská, ale přála si vstoupit do kláštera, kde by se mohla věnovat malování, hudbě a psaní poezie. Po vdavkách netoužila, přesto se nakonec provdala roku 1835 za Ondřeje Pecha, majitele menšího lakýrnického podniku, který byl v té době vdovcem a měl tři děti. Po manželově smrti zajistila umělecky a esteticky založená Dorota svým dětem náležité vzdělání. Eliška navštěvovala soukromou dívčí školu manželů Svobodových, kde získala nejen základní vědomosti, ale naučila se také francouzštině. Školu ukončila ve 12 letech (povinná školní docházka trvala 5 let). Dále studovat a získávat všeobecné vzdělání, například na gymnáziu, nebylo v té době dívkám umožněno.
Své vzdělání však dále rozšiřovala s pomocí svých bratrů a jejich přátel, kteří se scházeli v domě její matky a debatovali o literatuře, hudbě, výtvarném umění. Naučila se hrát na klavír, zpívat (byla členkou Hlaholu plzeňského) a malovat. Mezi literární osobnosti okruhu ruchovců ji uvedli Karolina Světlá a Vítězslav Hálek
Zabývala se emancipačním hnutím žen, byla členkou a pak i starostkou Ženského výrobního spolku českého, který spoluzaložila roku 1871 s Karolinou Světlou a Věnceslavou Lužickou. S tou spoluzaložila v roce 1873 časopis Ženské listy a stala se jeho redaktorkou, psala sem také své články.
Sehnala přes 4 810 podpisů pod petici říšské radě za otevření (státního) dívčího gymnázia, aby dívky získaly maturitu a poté povolení studovat na univerzitě. V petici nezmínila Minervu, neboť tento spolek ještě neexistoval. Liknavý postoj vídeňské vlády, nezájem veřejnosti a českých žurnalistů ji přiměl k založení soukromého dívčího gymnázia. V červnu 1890 vypracovala provolání Vzdělanstvu českému! v němž ohlásila budoucí založení Minervy, spolku pro ženské studium, který toto dívčí gymnázium bude vydržovat. Žádost o povolení spolku podepsal místodržitel František hrabě Thun 16. července 1890. Žádost o otevření gymnázia povolil ministr školství Paul Gautsch 26. července 1890. Na ustavující valné hromadě 27. září 1890 pak Minerva, spolek pro ženské studium převzal první středoevropské soukromé dívčí gymnázium Minerva do své péče.
Krásnohorská je autorkou jedné z prvních úvah o ženském hnutí Ženská otázka česká (1881).
Přispívala jednak do časopisu Osvěta, kde se zabývala literární kritikou, a do mnoha dalších časopisů (Lumír, Světozor, Zlatá Praha, aj.). Patřila k osobnostem salónu Anny Lauermannové-Mikšové, se kterou určitý čas také bydlela.
Angažovala se mimo jiné ve sporu o rukopisy, v němž patřila k zastáncům jejich pravosti. Tento názor vášnivě obhajovala, druhou stranu v čele s T. G. Masarykem osočovala z nedostatku vlastenectví a v duchu svých názorů vytvořila na toto téma básnickou sbírku.
Roku 1922 jmenovala Karlova univerzita Elišku Krásnohorskou při příležitosti jejích 75. narozenin čestnou doktorkou filozofie. Byla první ženou, jíž se této pocty dostalo, a podle svých vzpomínek si toho vážila více než ocenění k 50. narozeninám, stříbrné medaile za občanské zásluhy od města Prahy a zlatého křížku s korunkou od rakouského císaře Františka Josefa I. Další ocenění přišlo o dva roky později, kdy prezident Tomáš Garigue Masaryk jmenoval Elišku Krásnohorskou, řádnou členkou České akademie věd a umění.
Od mládí trpěla bolestmi kloubů. Na radu lékařů se proto nikdy nevdala a neměla vlastní děti. Ve stáří byla odkázána na pomoc svých přátel.

## Památky

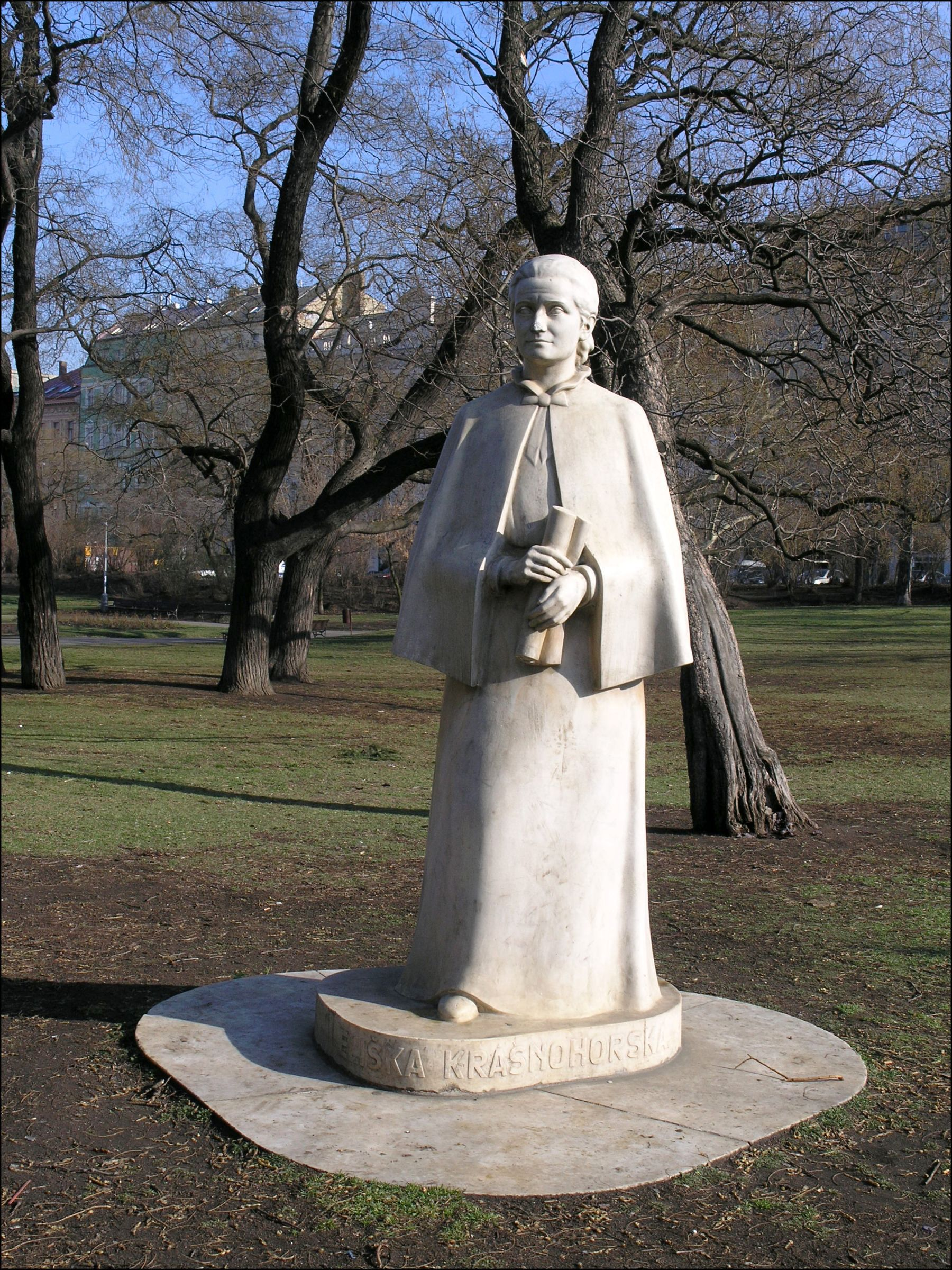
Socha na Karlově náměstí v Praze

- Pomník – socha z bílého mramoru stojí uprostřed Karlova náměstí v Praze, její autorkou je sochařka Karla Vobišová-Žáková, byla odhalena roku 1931. Oproti původnímu umístění na nároží křižovatky byla roku 1982 po zbudování výstupu stanice metra posunuta hlouběji do parku.
- Portrétní busta z roku 1894 je vsazena v nice na průčelí novorenesanční budovy Ženského výrobního spolku čp. 1940/II, nynější budově Českoslovanské obchodní akademie v ulici Resslova 5.
- Pamětní desku Elišky Krásnohorské z roku 1927 na téže budově školy vytvořila Karla Vobišová-Žáková.
- Rodinná hrobka je v Praze na Olšanech. (hrob: Olšanský hřbitov VI, odd. 3, hrob 38)[9]

- Roku 1917 bylo přejmenováno pražské Městské dívčí gymnázium Minerva na Městské dívčí reálné gymnázium Krásnohorská.
- Dnes se k odkazu Elišky Krásnohorské a gymnázia Minerva hlásí Gymnázium Elišky Krásnohorské v Praze Michli.
- Ulice v Opavě, ul. Elišky Krásnohorské, malá klidná sídlištní ulice na okraji Opavy, nachází se zde například samoobsluha nebo Speciální mateřská škola Eliška
- V domě čp. 169, V ulici Černá 169/15, poté dožila svůj život spisovatelka Eliška Krásnohorská, která zde zemřela 26. listopadu 1926. O rok později byla z iniciativy Jednoty Karoliny Světlé umístěna na budovu bronzová pamětní deska vyhotovená Karlou Vobišovou-Žákovou. Tato sochařka je zároveň autorkou mramorového pomníku Elišky Krásnohorské na Karlově náměstí.

## Dílo

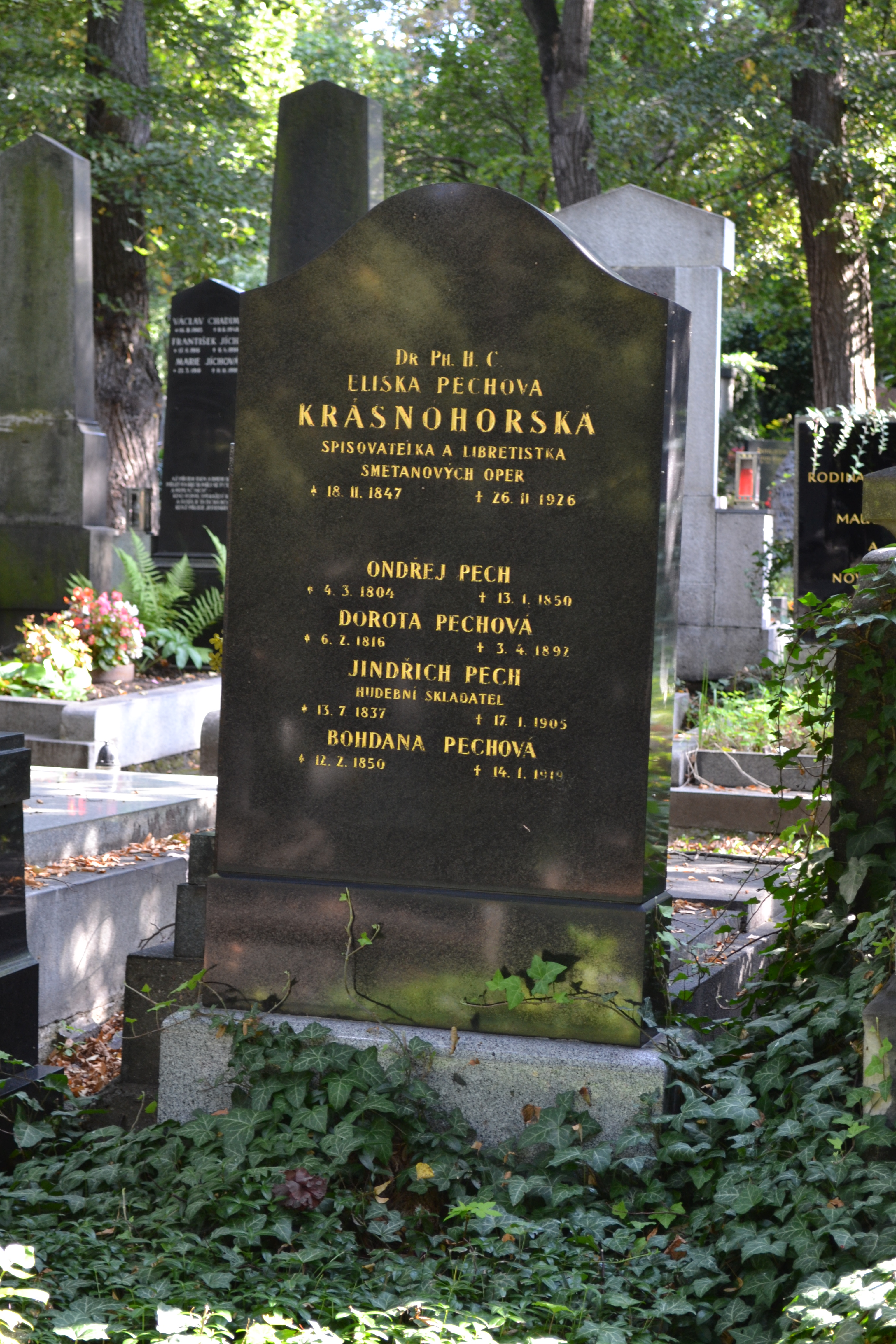
Hrob na Olšanských hřbitovech v Praze

### Publicistika
- Obraz novějšího básnictví českého (1877)
- Dvě básnířky lidu (1880)
- České básnictví posledních dvou desetiletí (1895 a 1896)
- Z nových směrů a proudů (1897)

### Poezie
Její dílo obsahuje subjektivní lyriku, deklamovánky, výchovné povídky.
- Z máje žití (1871)
- Ze Šumavy (1873)
- Ke slovanskému jihu (1880)
- Vlny v proudu (1885)
- Letorosty (1887)
- Bajky velkých (1889) – ostrá satira
- Na živé struně (1895)
- Rozpomínky (1896)
- Zvěsti a báje (1916)
- Ozvěny doby (1922)
- Sny po divadle (1922)

#### Drobná epika
- Vlaštovičky (1883)
- Šumavský Robinson (1887)

### Romány
- Svéhlavička (1899) – dívčí román, převyprávění románu Der Trotzkopf od Emmy von Rhoden,
- Svéhlavička nevěstou (1900), dívčí román, vlastní pokračování románu Svéhlavička.
- Svéhlavička ženuškou (1900), dívčí román, další pokračování cyklu o Svéhlavičce.
- Celínka (1901) – dívčí román
- Celínčino štěstí (1902) – dívčí román.
- Svéhlavička babičkou (1907), pod pseudonymem T. Dvorská, dívčí román, čtvrtý a poslední díl cyklu o Svéhlavičce.

### Paměti
- Z mého mládí – paměti
- Co přinesla léta – paměti, kromě jejích libret se pravděpodobně jedná o její nejlepší dílo

### Libreta k operám
Letopočty uvádí rok dokončení libreta, nikoliv uvedení opery.
- Lejla (1866) – autorem opery je Karel Bendl
- Břetislav (1869) – autorem opery je Karel Bendl
- Viola (1871) – autorem opery je Bedřich Smetana
- Blaník (1874) – autorem opery je Zdeněk Fibich
- Hubička (1875) – autorem opery je Bedřich Smetana
- Tajemství (1877) – autorem opery je Bedřich Smetana
- Dítě Tábora (1878) – autorem opery je Karel Bendl
- Čertova stěna (1879) – autorem opery je Bedřich Smetana
- Karel Škréta (1883) – autorem opery je Karel Bendl

### Překladatelská činnost
- Alexandr Sergejevič Puškin: Výbor menších básní (1894), Boris Godunov (1905)
- Adam Mickiewicz: Pan Tadeáš (1882)
- George Gordon Byron: Childe Haroldova pouť, (1890)
- libreto Bizetovy opery Carmen